# 3266 Bernardus
3266 Bernardus је астероид чија средња удаљеност од Сунца износи 1,908 астрономских јединица (АЈ).
Апсолутна магнитуда астероида је 13,5.